# Terminalia parvifolia
A Terminalia parvifolia é uma árvore brasileira (e endémica) da floresta ombrófila densa (Mata Atlântica), não pioneira, encontrada no sudeste de São Paulo e no Espírito Santo bem como no Norte (Amazonas, Amapá, Pará, Rondônia).
Sua área de ocupação é muito pequena no sudeste, foi encontrada apenas em duas localidades: em Salesópolis, SP (Estação Biológica de Boracéia) e na Reserva Florestal de Linhares, ES.
A dispersão de suas sementes se dá por zoocoria (por animais).

## Sinônimos Relevantes
Buchenavia parvifolia subsp. rabelloana (Mattos) Alwan et Stace
Buchenavia parvifolia Ducke
Buchenavia parvifolia Ducke subsp. parvifolia
Buchenavia rabelloana N.F.Mattos

## Subespécies
Existem duas subespécies de Terminalia parvifolia:
- T. parvifolia subsp. parvifolia restrita à região Norte do Brasil (Amazônia) com ovário glabro.
- T. parvifolia subsp. rabelloana ocorre no Sudeste do Brasil e caracteriza-se pelo ovário denso-pubescente